# Моя цыганская
«Моя цыганская» («Цыганочка», «Моя цыганочка», «Вариации на цыганские темы», «Всё не так», «В сон мне — жёлтые огни», в сборнике «Нерв» — «Сон») — авторская песня Владимира Высоцкого.
Песня, написанная зимой 1967—1968 года, вскоре после выхода на экран кинофильма «Короткие встречи» и премьеры в Театре на Таганке спектакля «Пугачёв», использует ритм и стилистические приёмы традиционного цыганского песенного фольклора, а также образы, характерные для русского фольклора. Песня выходила на грампластинках во Франции при жизни автора, а после его смерти — в Болгарии и СССР, её текст включён в первый советский посмертный сборник Высоцкого «Нерв». Произведение переведено на ряд иностранных языков, существуют кавер-версии на русском и иностранных языках.

## Сюжет
В сон мне — желтые огни, 

И хриплю во сне я:

«Повремени, повремени — 

Утро мудренее!»

Но и утром всё не так,

Нет того веселья:

Или куришь натощак,

Или пьешь с похмелья.
Песня начинается с описания сна, в котором лирическому герою являются «жёлтые огни». Задыхаясь, он молит об отсрочке — «утро мудренее». Однако унылое утро не приносит облегчения: «Или куришь натощак, или пьёшь с похмелья». «Всё не так, как надо» оказывается и в кабаке, где раздолье шутам и нищим, а герой чувствует себя, «как птица в клетке», и в церкви с её «смрадом и полумраком». Герой устремляется на гору, потом в поле, но и там результат тот же — «всё не так, как надо»: и ольха на горе, и вишня под ней, и васильки в поле. Из поля дорога ведёт в густой лес «с бабами-яга́ми», а оттуда — к «плахе с топорами». Картина «нехотя» пляшущих в такт коней подчёркивает неправильность всего происходящего, и герой жалуется на отсутствие «святости» в жизни.

## Предпосылки создания
Цыганскую тему Владимир Высоцкий начал разрабатывать до «Моей цыганской». Уже в его раннем исполнительском репертуаре присутствует песня («Мир — такой кромешный…») со словами «Слушай, мальчик Ваня: // В этой жизни все — цыгане», авторство которой достоверно не установлено.
В 1958 году, во время учёбы в Школе-студии МХАТ, молодой Высоцкий написал пародийную «цыганскую» песню «На степи молдаванские // Пролился свет костров…» для студенческого спектакля.
В песне «Серебряные струны», не отсылающей к цыганской тематике напрямую, исследователи тем не менее усматривают перекличку с другими произведениями о «подруге семиструнной», и она даже вошла в один из сборников цыганского романса.
В 1965 году была создана песня «Она во двор — он со двора…», уже напрямую заимствовавшая мелодию «цыганочки» и так и названная автором — «Блатная цыганочка». В первые годы на концертах Высоцкий мог предварять её исполнение куплетом или даже полным исполнением написанной ранее «Цыганочки» Михаила Анчарова («Она была во всём права…», 1964), а на более позднем этапе акцентировал «цыганскую» мелодию введением характерного припева «Эх, раз, да ещё раз! Да ещё много-много раз!».
В 1966 году ритм «Цыганочки» лёг в основу песни «Сколько лет, сколько лет — всё одно и то же…».
Специально для фильма «Опасные гастроли» Высоцкий в 1968 году сочинил «Цыганскую песню» («Камнем грусть висит на мне, в омут меня тянет…»), прозвучавшую в исполнении Рады и Николая Волшаниновых.
Цыганские музыкальные и текстовые мотивы встречаются в творчестве Высоцкого и позже — в частности, в произведениях «То ли — в избу и запеть…» (1968) и «Проложите, проложите» (1972); последней на одном из концертов автор предпослал подзаголовок «Цыганские мотивы». В числе других песен Высоцкого, использующих мелодию или ритм классической «Цыганочки», литературовед Л. Томенчук, «кроме очевидных примеров», называет «Мишку Шифмана», «Смотрины» и «Балладу о детстве» (все — первая половина 1970-х).
В фильме 1973 года «Иван Васильевич меняет профессию» тоже звучит «цыганочка» в исполнении Высоцкого, которую в магнитофонной записи слушает Иван Грозный — но это не «Моя цыганская», а вариации на тему классической «Цыганской венгерки» Аполлона Григорьева. По свидетельству И. И. Гневашева, спеть для фильма Высоцкого пригласил режиссёр Гайдай.
Вл. Инов (Михаил Берг), определяя цыганский романс как произведение на грани между массовой культурой и «высокой поэзией», причисляет к этой категории вообще всё творчество поэта.
Сохранились свидетельства не только о любви Высоцкого к цыганской музыке в целом, но и о его знакомствах в цыганском театре «Ромэн», а также с цыганскими певцами Алёшей Димитриевичем и Володей Поляковым — представителями русской эмиграции первой волны во Франции. Большинство этих свидетельств, в том числе рассказы о двух концертах Высоцкого в театре «Ромэн», относятся ко времени после создания «Моей цыганской».

В собраниях сочинений Высоцкого время создания песни «Моя цыганская» обозначено как «зима 1967/68». Владимир Новиков связывает появление этой песни с жизненным кризисом, переживаемым Высоцким на рубеже годов и окончившимся запоем с госпитализацией 26 января — на следующий день после дня рождения. А. Краснопёров указывает также хронологическую близость указанного времени к дате премьеры в Театре на Таганке спектакля «Пугачёв» по одноимённой пьесе Сергея Есенина — 28 ноября 1967 года. В этой постановке Высоцкий исполнял роль каторжника Хлопуши, и некоторые сценические образы из неё нашли отражение в песне. Сам Высоцкий рассказывал об использованных в постановке декорациях: 
Вот, например, «Пугачёв» как сделан? Там есть такая метафора — это помост деревянный, грубо струганный, который спускается к плахе. Плаха стоит — настоящая плаха, мы её у мясников брали, — два топора… У нас топор вбивается в помост — и в это выхватывается человек, падает и катится к плахе, вниз… Эта плаха с топорами — иногда её накрывают золотой парчой, выходит Императрица, садится на эту плаху, которая стала троном, а топоры — подлокотники трона.
Незадолго до создания «Моей цыганской» Высоцкий также записывал классический цыганский романс «Две гитары» для фильма «Короткие встречи», и новая песня сохранила ритмическое и стилистическое родство со старой. Само название «Моя цыганская» А. В. Скобелев рассматривает как аллюзию на название сонета Рембо «Моя цыганщина» (сборник стихотворений Рембо в переводе Антокольского, вышедший в 1960 году, входил в библиотеку Высоцкого).

## Исполнение и публикация
При исполнении песни Высоцкий прибегал к выразительным средствам, характерным для традиционных цыганских песен. Н. Рудник отмечает постоянно растягиваемый, распеваемый звук «и»; И. А. Соколова тоже пишет о голосовом растягивании звуков — как гласных («мудрене-е-е-е», «ви-и-и-и-ишня»), так и согласных («л-л-ладан»), о надрыве (в другом месте называя его «характерным „высоцким“»), а также о специфичных текстовых вставках («Да эх, раз, да ещё раз, да ещё много-много-много-много раз», «да что ты», «эй, хоп»). В опубликованных текстах песни эти вставки отсутствуют.
А. Краснопёров отмечает: «Высоцкий очень любил петь эту песню и неоднократно записывал её профессионально, в том числе на пластинки, как у нас в стране, так и за границей». В общей сложности известны 34 записи авторского исполнения «Моей цыганской», сделанные в период с 1968 по 1979 год, из них половина — в 1968—1969 годах. В 1976 году в Монреале Высоцкий сделал студийную запись, в дальнейшем изданную во Франции фирмой RCA. В альбом, в частности, вошла и песня «В сон мне…» под названием «Вариации на цыганские темы». В записанный на студии Barclay во Франции в 1977 году альбом «Натянутый канат» песня вошла в исполнении на французском языке и под названием «Rien ne va, plus rien ne va» (в качестве автора перевода указан C. Level).
В 1977 году издательство YMCA-Press выпустило сборник «Песни русских бардов», в котором магнитофонные кассеты с записями сопровождались тремя томами напечатанных текстов; песня под названием «Сон мне: желтые огни…» вошла в первый том сборника.
Песня также записывалась в Болгарии компанией «Балкантон» для авторского альбома, вместе с ещё 14 композициями, при участии Виталия Шаповалова и Дмитрия Межевича. Эта запись состоялась во время гастролей Театра на Таганке в Болгарии в сентябре 1975 года, до записей в Канаде и Франции, но альбом с песнями из неё, включая «В сон мне — жёлтые огни…», вышел только после смерти автора, в 1981 году под названием «Автопортрет».
В СССР уже в 1968 году фрагмент песни был включён в пьесу Александра Штейна «Последний парад» и исполнялся в спектакле по этой пьесе в московском Театре сатиры. Планировалось, но не состоялось включение песни в фильм «Опасные гастроли».
Текст песни был опубликован в первом советском посмертном сборнике Высоцкого «Нерв» (составитель Роберт Рождественский). Стихотворение вошло в раздел «Мой Гамлет» под названием «Сон» (с первой строкой «Сон мне: жёлтые огни, и хриплю во сне я…»). Почти одновременно с «Нервом» в издательстве «Литературное зарубежье» в Нью-Йорке вышел первый том двухтомника «Владимир Высоцкий. Песни и стихи», в который текст песни также был включён.
В 1987 году в СССР с большим опозданием увидел свет совместный альбом Владимира Высоцкого и Марины Влади, записанный фирмой «Мелодия» ещё в 1974 году. В альбом в исполнении каждого из супругов вошли по шесть песен, в том числе и «Вариации на цыганские темы» в исполнении Владимира. Когда фирмой «Мелодия» был организован выпуск серии альбомов «На концертах Владимира Высоцкого», песня вошла в три разных альбома:
- «Москва — Одесса» (№ 3, 1988, под названием «Вариации на цыганские темы»)[28]
- «Мир вашему дому» (№ 5, 1988, под тем же названием)[29]
- «Купола российские» (№ 19, 1991, под названием «Моя цыганская»)[30].

## Литературный и лингвистический анализ
Общее настроение песни описывается бардом Юлием Кимом:
О, какая маета, какая неутоленность колобродила в человеке, водила, гоняла, давила! Вдруг сошлись в нём одном и горьковские босяки, и гоголевские бурлаки с бурсаками, и наши нынешние — кто? Сошлись и загудели, загуляли, забедокурили. А потом и заплакали: «Э-эх, раз!.. Да ещё раз!»
Ким пишет о трагичности «Моей цыганской», «так как ощущение напрасности, неприложимости сил при их избытке — трагично». Профессиональные критики и литературоведы также пишут о выраженных в песне трагедии, отчаянии, безысходной тоске и страдании. Эта тоска передаётся не только интонациями песни и её рефреном «Всё не так, как надо», но и всем её образным рядом. Многие из используемых в песне образов многозначны, затуманивая смысл. Их возможной расшифровке посвящены отдельные литературоведческие анализы — в том числе опубликованный в 1990 году Н. Рудник и в 2011 году М. Капрусовой.
Уже в первой строке песни, как пишет Н. Рудник, возникает тайна — предзнаменование, предчувствие, являющееся герою во сне. Жёлтый цвет в символике многозначен, но в поэтике Высоцкого у него отсутствуют положительные коннотации, он ассоциируется с обыденностью, скукой (это относится также к «зелёному штофу» в одной из последующих строк). По оценке М. Капрусовой, «„желтые огни“ — это символ чего-то, что мучает героя и во сне, и наяву».
Образ кабака появляется в стихах Высоцкого неоднократно. Для поэта это место, «где к душе человека вплотную, без посредников приступают Добро и Зло, Правда и Кривда, Бог и Дьявол… преддверие ино-мира, ино-времени, хронотопа не только инфернального, но и вечноценного». В данном случае кабак — это «рай для нищих и шутов». Смысл этого высказывания исследователи понимают по-разному в силу многогранности самого образа «шута». Если Рудник пишет о них (и о нищих), как о людях, проводящих жизнь в постоянном покаянии, осознавших тяжесть своих грехов и невозможность за них расплатиться без помощи Бога, то для Капрусовой «шут» в данном контексте — это «не святой мудрец, не боящийся говорить правду правителям, а кривляющийся остроумец, смелый, когда и где можно». В любом случае герой не может себя с ними отождествить, сакральное место оказывается в итоге «не свято», и герою в нём тесно.
В рамках противостояния низкого и высокого вслед за кабаком в тексте появляется церковь (Скобелев предполагает, что объединение тем кабака и церкви восходит к песне Фреда Солянова «Россия», появившейся в 1967 году, — «Глотая правду в кабаках, // Как в проспиртованных церквах…»). Однако церковь оказывается ещё хуже: если в кабаке хотя бы «белые салфетки», то в церкви только «смрад и полумрак», «дьяки курят ладан» непонятно для кого. Капрусова проводит параллель между этим образом и финалом «Жизни Василия Фивейского» Леонида Андреева, где тоже встают образы пустого храма, сумрака и смрада.
Не найдя решения ни в приземлённом кабаке, ни в храме, герой обращается к природе. Он поднимается на гору — Капрусова усматривает в этом новый порыв к божественному, но уже вне посредства христианской религии (впрочем, Скобелев и С. М. Шаулов указывают, что путь в гору олицетворяет путь к вере и в христианской идеографике), а Рудник определяет это как символ тяжёлого жизненного пути. На вершине его встречает ольха — возможная смысловая отсылка к есенинскому «Пугачёву» («Около Самары с пробитой башкой ольха»). Для Скобелева и Шаулова появление «траурной, могильной, кладбищенской» ольхи на вершине, там, где по всё той же иконографической традиции следовало бы ожидать пальмы или лавра, — «неожиданное, горестное открытие, опрокидывающее надежду». Капрусова тоже отмечает, что ольха на горе́ — это нонсенс с точки зрения законов природы: ольха обычно растёт в низинах, на берегах рек, во влажных лесах. Но этот образ обретает смысл в контексте языческих верований, где это дерево связывается с добрыми духами, а в славянских верованиях выступает оберегом. Напротив, под горой, у входа в царство мёртвых, Высоцкий помещает вишню, и Капрусова усматривает в этом отсылку к «вишням, которые начинают зацветать» у дома, обещанного Мастеру в романе Булгакова. В то же время Скобелев указывает на возможность, что Высоцкий в этих строках напрямую обращается к образам, уже использованным его предшественниками: текст об ольхе на горе́ и вишне под горой впервые появляется ещё на дореволюционной пластинке, где «Цыганочку» исполняют Юрий Морфесси и Саша Макаров, который, вероятно, и был автором этого варианта. Плющ, которого недостаёт на склоне лирическому герою, имеет многочисленные символические значения — это и символ бессмертия, и символ дружбы, и атрибут сатиров из свиты Бахуса.
Мятущийся дух героя уже не видит разницы между светом и тьмой. А если добро и зло равны — то всё дозволено, и Бога нет (так рассматривает строку «Света — тьма, нет Бога!» Рудник). Но именно в этот момент в тексте наконец появляется светлый образ — поле и васильки в нём (одновременно это ещё один «цыганский» образ: строка «В поле — маки, васильки» фигурирует в одном из классических вариантов «Цыганской венгерки»). Согласно Рудник — это знак, что нужно продолжать поиск дальше. Однако дорога из поля ведёт в густой лес. Дорога у Высоцкого в целом и в этом произведении в частности — не путь к цели, и в данном случае она ведёт его не к искомой цели, а к прозреваемому жуткому концу — «плахе с топорами». И. Ничипоров видит в этом образ не только смерти, но и ада, кары «за неполноту внутренней жизни» и утраченный рай.
Литературовед Л. Томенчук указывает на то, что движется герой не по дороге с плахой в финале, а по полю — а это значит, что и конец ещё не предопределён.
Образы кабака и церкви снова появляются в последней строфе, «закольцовывая» текст, но они уже отвергнуты и уже показан действительный исход пути. Герой подходит к финалу изменившимся, но одиноким, в мире, где «ничего не свято».
Кроме богатого образного ряда, выразительность песни достигается с помощью многочисленных неполных предложений с опущенным сказуемым («В сон мне — желтые огни…», «Я — на гору впопыхах…», «Я — по полю вдоль реки…»), чередования трёхстопного и четырёхстопного хорея, перебоев ритма («Повремени! Повремени! Утро мудренее!»), аллитераций. В число аллитерационных приёмов входит повторяющееся использование продлённого «н», особенно часто встречающегося в словах со значением отрицания (в частности, в последнем стихе третьего куплета — в 9 из 13 случаев). Оксюморон «Света — тьма», по выражению Капрусовой, мог бы «составить достойную конкуренцию каламбуру о свете и тьме фиолетового рыцаря (Коровьева-Фагота) из булгаковского романа». Лингвист А. Набиуллина отмечает в песне многочисленные фонетические приёмы, призванные усилить экспрессию. Она, в частности, подчёркивает создающее эффект крика о помощи акцентированное «акание» там, где в словах встречается буква «о» в безударной позиции («Вдоль дAроги все не тAк, // А в кAнце — пAдAвнA»). В словах, где «я» и «е» появляются после гласных, твёрдого или мягкого знаков, Высоцкий, по её оценке, вводит «искусственный сонант», отрывая звук «й» и превращая мягкие «я» и «е» в твёрдые, кричащие «а» и «э», повышая громкость и усиливая тревожный настрой песни («Но и утром всё не так, // Нет того весельЙА»). Ещё одно выразительное фонетическое средство — форсированные спиранты («штоФ», «таКХт», «полумраКХ»); исполняя их с артикуляционным усилием, Высоцкий создаёт эффект не то задыхающегося хрипа, не то отхаркивания.

## Наследие
Песня «Моя цыганская» звучит в документальном фильме Юлии Меламед «25.07.2000 г.», где на неё наложен визуальный ряд современной дискотеки. Она также включена в авторском исполнении в фильм «Вы чьё, старичьё?», где звучит дважды — в начале и в конце.
В 2000 году «Моя цыганская» вошла в альбом «Владимир Высоцкий в исполнении драматических актёров», где её исполнил Иван Охлобыстин. На выпущенном в Италии в 1993 году трибьют-альбоме Il volo di Volodja песню исполняет Лучано Лигабуэ как «Variazioni Su Temi Zigani». Кавер-версия песни в исполнении Н. Фиалковской (Фялковской) — солистки французской группы Nuits de Princes — включена в компакт-диск Rêves sur deux guitares вместе с кавером песни «Беда». Другой перевод на французский выполнен канадским певцом и композитором Ивом Дерозье, который включил эту песню в альбом Volodia, выпущенный в 2002 году и номинировавшийся в категории «Современный фолк» на квебекскую музыкальную премию ADISQ. В переводе на румынский «В сон мне жёлтые огни…» вошла в два компакт-диска певца Дуку Берци. На иврит песню перевёл израильский автор Зеэв Гейзель, на польский — Жемовит Федецкий, а на чешский язык — Милан Дворжак. В общей сложности к 2017 году было известно свыше ста переводов текста песни на другие языки — один из десяти наивысших показателей среди всего творчества Высоцкого.
Мотив песни и рефрен «всё не так» использовал в своей «Цыганочке», посвящённой Высоцкому, Юрий Шевчук:
Нам Высоцкий как-то спел
Про кабаки да храмы —
Жаль, увидеть не успел
Нынешнего срама...

## Комментарии
1. ↑  В нью-йоркском сборнике «Владимир Высоцкий. Песни и стихи» — «В сон мне жёлтые огни»[6].
2. ↑  В частности, в книге Марины Влади описывается «звуковая дуэль» между Димитриевичем и Высоцким именно на мотив «цыганочки», в которой звучали слова «Моей цыганской» (исследователь творчества Высоцкого Марк Цыбульский ставит достоверность этого воспоминания под сомнение)[15].
3. ↑  А. Скобелев пишет, что знакомство Высоцкого с этим эпизодом «Мастера и Маргариты» маловероятно, поскольку в первом (журнальном) издании романа, появившемся в 1967 году, и в вышедшей вслед за этим в издательстве YMCA-Press книге он отсутствует[47]. Однако, по словам бывшей жены Высоцкого Л. В. Абрамовой, он ознакомился с «Мастером и Маргаритой» благодаря Елене Булгаковой ещё в годы учёбы в Школе-студии МХАТ[48].